# サマセット郡 (ペンシルベニア州)
サマセット郡（英: Somerset County）は、アメリカ合衆国ペンシルベニア州の南西部に位置する郡である。2010年国勢調査での人口は77,742人であり、2000年の80,023人から2.9%減少した。郡庁所在地はサマセット・ボロ（人口6,277人）であり、同郡で人口最大の町でもある。サマセット郡は1795年4月17日にベッドフォード郡から分離して設立された。郡名はイギリスのサマセット州から採られた。
サマセット郡はジョンズタウン大都市圏に属している。

## 歴史
サマセット郡は2001年の世界中の注目を集めた。アメリカ同時多発テロ事件の一部として、ハイジャックされたユナイテッド航空93便がストーニークリーク・タウンシップ、シャンクスビルの町近くに墜落した。このテロの標的はワシントンD.C.のアメリカ合衆国議会議事堂だったと考えられている。乗客と乗員の行動により、テロリストの思惑通りに作戦が進まなかった。乗客と乗員の勇気が顕彰され、彼等が眠る墜落地点は、アメリカ合衆国国立公園局の管轄下に93便国立記念碑として保護されている。この93便の悲劇を祈念してアメリカ海軍のドック型揚陸艦USSサマセットが名付けられた。
2002年7月、サマセット郡のキュークリーク炭坑で、9人の坑夫が数百フィート地下の坑内に閉じこめられ、数日間の救助活動後に救出された。

## 地理
アメリカ合衆国国勢調査局に拠れば、郡域全面積は1,081平方マイル (2,800 km2)であり、このうち陸地1,075平方マイル (2,783 km2)、水域は7平方マイル (17 km2)で水域率は0.60%である。サマセット郡はメイソン＝ディクソン線と呼ばれるペンシルベニア州の南州境に沿った郡の1つである。メリーランド州のガレット郡およびアリゲイニー郡と接し、州内ではファイエット郡、ウェストモアランド郡、カンブリア郡、ベッドフォード郡と接している。

## 地質
サマセット郡はアレゲニー高原地理区分の東端に位置しており、古生代中期から後期の堆積岩がなだらかに重なるものから平に積層した地形が特徴である。郡の東境界はほぼアレゲニー高原とリッジ・アンド・バレー地域の境界になっているアレゲニー・フロントにある。ここは古生代初期から中期に積層し断層ができた堆積岩である。
郡内の堆積岩地層記録は、デボン紀シェル層からペンシルベニア紀モノンガヒラ層まである。これら岩層の大半は砕屑性（礫岩、砂岩、頁岩）であり、表面には石灰岩がほとんど出ないかあるいは全く無い。いかなる種類の火成岩や変成岩も見られない。
地質構造的には多くの穏やかな層をなしており、その軸はほぼ北北東を向いている。向斜にはヤカゲイニー、ニューレキシントン/ジョンズタウン、サマセット、バーリン、ウェラーズバーグ（メリーランド州ではジョージズクリーク向斜と呼ばれる）の各向斜がある。ウィルモア向斜の南端はウィンドバーの町にある。背斜には、ローレルヒル、センタービルドーム、ボスウェルドーム、ニグロマウンテンの各背斜があり、バーリン向斜とウェラーズバーグ向斜の間には無名の背斜がある。
郡内の主要な山岳は、西からローレルヒル（西側郡境）、ニグロ山、メドウ山、サベージ山、アレゲニー山がある。ニグロ山には州内最高峰のデイビス山が含まれている。どの山も北東を向いている。
郡の全領域は氷河端の南に遠く離れており、氷河作用の影響を受けていない。しかし、更新世（氷期）に周氷河作用が及んだ。その時代には凍土だった可能性が強い。凍土特有の紋がマウントデイビスで見られるが、植生によっていくらかはっきりしなくなっている。
郡南西部の水はカッセルマン川とローレルヒル・クリークに流れ、郡南境にあるヤカゲイニー川に注いでいる。北西部ではストーニークリーク川、シェイド・クリーク、クマホニング・クリーク（クマホニング・クリーク貯水池に入る）がコーンモー川の支流となっている。これら河川は全てミシシッピ川の流域に属している。南東部ではウィリス・クリークが東のベッドフォード郡に流れてからメリーランド州に入り、ポトマック川に合流する。ジュニアタ川レイズタウン支流の水源がサマセットの町の東にある。ポトマック川もジュニアタ川もチェサピーク湾に注いでいる。
郡内には炭田がある。大体は瀝青炭であり、露天掘りで掘られ、現在も採掘が続いている。メイン瀝青炭田は郡の北と西から南のメリーランド州やウェストバージニア州に広がっている。その他にジョージズクリーク炭田がある。
郡内には多くの廃坑があり、多くの地域で酸性鉱山排水が環境問題になっている。この排水のために魚が棲まなくなった水流がある。カッセルマン川、シェイド・クリーク、ストーニークリーク川、クマホニング・クリークとその支流にそのような水流がある。
郡北部には多くの小規模で深い天然ガス田がある。

## 気象
サマセット郡は人が住む場所では国内でも雪の多い場所の1つである。郡の最高標高地点では毎年平均200インチ (500 cm) 以上の積雪がある。高度が高いことと大洋に近接していることで、10月下旬から4月初旬にかけて、ノースイースターと湖水効果の双方が雪を降らせる。7月を除いて毎月降雪の記録が残っており、1816年に7月に雪を見たという地元の伝承もある。この年は「夏の無かった年」と呼ばれている。州内最高地点のマウントデイビスは標高3,213フィート (979 m) であり、郡南部に位置している。

### 主要高規格道路
- 州間高速道路70号線/州間高速道路76号線（ペンシルベニア・ターンパイク）
- アメリカ国道30号線
- アメリカ国道40号線
- アメリカ国道219号線
- ペンシルベニア州道31号線
- ペンシルベニア州道56号線
- ペンシルベニア州道160号線
- ペンシルベニア州道281号線
- ペンシルベニア州道601号線
- ペンシルベニア州道131号線（1928年-1946年、現在はブエナ道路）

### 隣接する郡
- カンブリア郡 - 北
- ベッドフォード郡 - 東
- アリゲイニー郡 (メリーランド州) - 南東
- ガレット郡 (メリーランド州) - 南西
- ファイエット郡 - 西
- ウェストモアランド郡 - 北西

### 国立保護地域
- 93便国立記念碑

## 政治
2008年11月時点でサマセット郡には53,527人の登録有権者がいた。
- 共和党: 25,248 (49.61%)
- 民主党: 21,574 (42.39%)
- その他の政党: 4,065 (7.99%)

サマセット郡はアメリカ合衆国下院議員ペンシルベニア州第9および第12選挙区に属し、2013年時点ではいずれも共和党議員を選出している。ペンシルベニア州議会上院では第32および第35選挙区に属しており、下院では第69および第72選挙区に属している。2013年時点で上院は民主党2人、下院は民主党1人、共和党1人となっている。

## 人口動態
以下は2000年国勢調査による人口統計データである。
| 基礎データ - 人口: 80,023人 - 世帯数: 31,222 世帯 - 家族数: 22,042家族 - 人口密度: 29人/km2（74人/mi2） - 住居数: 37,163軒 - 住居密度: 13軒/km2（35軒/mi2） 人種別人口構成 - 白人: 97.39% - アフリカン・アメリカン: 1.59% - ネイティブ・アメリカン: 0.08% - アジア人: 0.21% - 太平洋諸島系: 0.01% - その他の人種: 0.31% - 混血: 0.40% - ヒスパニック・ラテン系: 0.66% 先祖による構成 - ドイツ系：41.5% - アメリカ人：10.4% - イタリア系：7.4% - アイルランド系：6.4% - ポーランド系：6.4% - イギリス系：5.8% | 年齢別人口構成 - 18歳未満: 22.3% - 18-24歳: 7.6% - 25-44歳: 27.8% - 45-64歳: 24.3% - 65歳以上: 18.0% - 年齢の中央値: 40歳 - 性比（女性100人あたり男性の人口） - 総人口: 99.8 - 18歳以上: 98.9 世帯と家族（対世帯数） - 18歳未満の子供がいる: 29.4% - 結婚・同居している夫婦: 58.3% - 未婚・離婚・死別女性が世帯主: 8.5% - 非家族世帯: 29.4% - 単身世帯: 26.1% - 65歳以上の老人1人暮らし: 13.6% - 平均構成人数 - 世帯: 2.45人 - 家族: 2.95人 |

## 都市と町

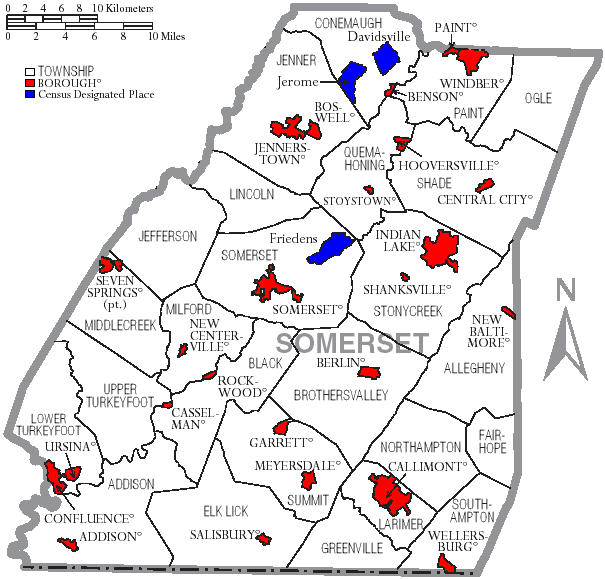
サマセット郡の自治体、ボロは赤、タウンシップは白、国勢調査指定地域は青

ペンシルベニア州法の下では4種類の自治体がある。市、ボロ、タウンシップ、町である。

### ボロ
| - アディソン - ベンソン - バーリン - ボスウェル - カリモント - カッセルマン - セントラルシティ - コンフルエンス - ギャレット | - フーバーズビル - インディアンレイク - ジェナーズタウン - マイアーズデール - ニューボルチモア - ニューセンタービル - ペイント - ロックウッド | - ソールズベリー - セブンスプリングス（一部はファイエット郡内） - シャンクスビル - サマセット - 郡庁所在地 - ストイズタウン - アーシナ - ウェラーズバーグ - ウィンドバー |

### タウンシップ
| - アディソン - アレゲニー - ブラック - ブラザーズバレー - コーンモー - エルクリック - フェアホープ - グリーンビル | - ジェファーソン - ジェナー - ラリマー - リンカーン - ローワーターキーフット - ミドルクリーク - ミルフォード - ノーザンプトン | - オーグル - ペイント - クマホニング - シェイド - サマセット - サザンプトン - ストーニークリーク - サミット - アッパーターキーフット |

### 国勢調査指定地域
国勢調査指定地域はアメリカ合衆国国勢調査局が人口統計データを取るために設定した地域である。州法の下では実際の司法権が及ぶ範囲ではない。村などその他の未編入領域も下記に挙げる。
| - ケルンブルック - デイビッズビル - エディ | - フリーデンス - ジェローム |

### 未編入の町

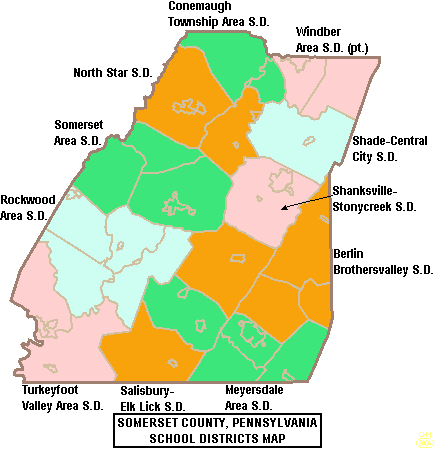
サマセット郡教育学区の区分図

- アコスタ
- グレイ
- ジェナーズ
- マークルトン
- スプリングス

## 教育

### 公共教育学区
- バーリンブラザーズバレー教育学区
- コーンモー・タウンシップ地域教育学区
- マイアーズデール地域教育学区
- ノーススター教育学区
- ロックウッド地域教育学区
- ソールズベリー・エルクリック教育学区
- シェイド・セントラルシティ教育学区
- シャンクスビル・ストーニークリーク教育学区
- サマセット地域教育学区
- ターキーフットバレー地域教育学区
- ウィンドバー地域教育学区（一部はカンブリア郡内）

## 文化
ジェナーズタウンにあるマウンテンプレイハウスは、国内最初期の「サマー・ストック」劇場である。過去60年間、毎年5月から10月まで連日劇公演を続けている。

## 公園とレクリエーション
郡内には4つの州立公園がある。
- クーザー州立公園
- ローレルヒル州立公園
- ローレルマウンテン州立公園
- ローレルリッジ州立公園